# Zbigniew Blukacz
Zbigniew Blukacz (ur. 1961 w Pankach) – polski malarz, grafik, profesor ASP w Katowicach.
Studiował na Wydziale Grafiki katowickiej filii Akademii Sztuk Pięknych w Krakowie w latach 1981–1986. Dwukrotny stypendysta Ministra Kultury i Sztuki. Profesor, prowadzi Pracownię Malarstwa na Akademii Sztuk Pięknych w Katowicach.
Autor 24 wystaw indywidualnych m.in.:
- 1990 
  - Galeria Doroty Kabiesz, Düsseldorf, Niemcy
- 1997 
  - Galeria  ZPAP, Warszawa
- 2004 
  - BWA, Katowice
- 2005 
  - Centrum Sztuki Galeria EL, Elbląg
- 2008
  - Galeria ZPAP Art Nova 2, Katowice
- 2008 
  - Galeria Maison 44, Bazylea, Szwajcaria
- 2012 
  - Galeria Extravagance, Centrum Sztuki Zamek Sielecki, Sosnowiec
- 2014
  - Rondo sztuki, Katowice
- 2017 
  - Galeria Bielska BWA, Bielsko-Biała

Udział w około 150 wystawach zbiorowych w kraju i za granicą m.in.:
- Festiwal Malarstwa Polskiego – Szczecin 1990, 1998, 2004
- „Bielska Jesień” – Galeria Bielska BWA Bielsko-Biała 1991, 1992, 1997
- „Art Cologne” – Kolonia, Niemcy 1993, 1994
- „Art Frankfurt” – Frankfurt, Niemcy 1994, 1995, 1996
- „Polen Kommt” – 12 Maler aus Polen, Berlin, Aachen, Krefeld, Duisburg, Bonn, Lipsk, Drezno, Hamburg, Altenburg, Bad Muskau, Niemcy, 2005
- „Expressions Polanaises” – Bazylea, Szwajcaria, 2006
- Wystawa Sztuki Polskiej „Rozbiórka Żelaznej Kurtyny” – Kühlhaus Berlin, Niemcy, 2011
- 10 Jahre Maison 44, 2002–2012 – wystawa jubileuszowa Galerii Maison 44, Bazylea, Szwajcaria, 2012
- „1990”, Galeria Miejska, Wrocław, 2014
- Transformation-Generation –  Paderborn, Hamburg, Kolonia, Berlin Niemcy, 2015;
- „Północ-Południe” – Galeria Szyb Wilson, Katowice, 2015; Zbrojownia Sztuki, Gdańsk, 2016

Nagrody i wyróżnienia:
- 1987 
  - Dyplom 86, BWA, Łódź (nagroda Ministra Kultury i Sztuki)
  - XIII Ogólnopolski Konkurs Malarstwa im. I. Spychalskiego, BWA, Poznań (I i II nagroda)
- 1991 
  - „Bielska Jesień” – Galeria Bielska BWA, Bielsko-Biała, jedna z równorzędnych, głównych nagród
  - Nagroda Wojewody Katowickiego dla młodych twórców